# Combat de Kangarwa
Insurrection de Boko Haram
Batailles
Le combat de Kangarwa se déroule le 13 septembre 2013 pendant l'Insurrection de Boko Haram.

## Déroulement
Le 13 septembre 2013, selon des médias nigérians, un détachement de l'armée nigériane tombe dans une embuscade. Ce jour-là un détachement d'une centaine d'hommes du 134e bataillon de la 12e brigade revient d'une mission de reconnaissance après avoir repéré plusieurs camps insurgés. Les officiers demandent l'autorisation d'attaquer mais réclament un soutien aérien. Cette demande est accordée, mais l'état-major décide finalement de ne pas déclencher l'intervention aérienne et n'en prévient pas les militaires. Ces derniers se retrouvent alors encerclés et tombent dans une embuscade, 40 soldats sont tués et 65 autres sont portés disparus,,. L'armée nigériane a refusé de commenter l'information.